# Michel Subor
Michel Subor (* 2. Februar 1935 als Joseph Michel Subotzky in Paris; † 10. Januar 2022 in Toulouse) war ein französischer Schauspieler. Filmruhm erlangte Michel Subor mit der Titelrolle in Jean-Luc Godards Der kleine Soldat (1960) und als Claude Jades Filmgatte in Alfred Hitchcocks Topas (1969).

## Leben
Michel Subor wurde 1935 als Joseph Michel Subotzky im 12. Arrondissement von Paris geboren. Sein Vater stammte aus Russland und seine Mutter aus Aserbaidschan.
Sein Filmdebüt gab er 1958 in einer Nebenrolle in Un drôle de dimanche. Bereits 1959 hatte er eine größere Rolle in der Komödie Mon pote le gitan als Filmsohn von Roger Hanin. 1960 spielte er die Titelrolle des Bruno Forestier in Jean-Luc Godards Der kleine Soldat. Der Film wurde wegen der verschärften Filmzensur  während des Algerienkrieges verboten. Michel Subor wurde zunächst als Hauptdarsteller zweier Komödien bekannt, die von der Kritik geschmäht werden: neben Brigitte Bardot in Roger Vadims In Freiheit dressiert und neben Marie-France Pisier in Mädchen mit dem frommen Blick. Das Deserteursdrama Ferien in der Hölle zeigte ihn als sensiblen Darsteller. Außerdem übernahm Michel Subor die Erzählerstimme zu François Truffauts Jules und Jim.
Dann folgte der Durchbruch, als Der kleine Soldat 1963 nach Kriegsende und Aufhebung des Verbots ins Kino kam und seine Hauptdarsteller Michel Subor und Anna Karina zu Stars machte. Michel Subor wurde nun der Liebhaber von Marie-José Nat und Nebenbuhler von Jacques Charrier in André Cayattes zweiteiligem Film Meine Tage mit Pierre – meine Nächte mit Jacqueline. Cayatte zeigt das Scheitern einer Ehe in zwei Filmen aus zwei Perspektiven. Subor spielte die Hauptrolle neben Dita Parlo in der Puschkin-Verfilmung Pique Dame.
Es folgte Hollywood: in Clive Donners Was gibt’s Neues, Pussy? hatte er eine Nebenrolle als eifersüchtiger Liebhaber. Dann gab ihm Alfred Hitchcock 1968 die Rolle des François Picard in Topas. Als Filmehemann der Agententochter Michèle Picard (Claude Jade) zu Beginn noch auf fröhlicher Hochzeitsreise in New York, wird er von seinem Schwiegervater André Devereaux (Frederick Stafford) später darauf angesetzt, den Agentenring "Topas" zu enttarnen. Journalist François kann den NATO-Mann Henri Jarré (Philippe Noiret) entlarven. Wenig später eilen Michèle und ihr Vater dorthin und entdecken im Hof eine Leiche... Entgegen der Romanvorlage von Leon Uris ließ Hitchcock den François Picard nicht sterben. Er eilt später angeschossen und nur leicht verletzt in die Arme seiner Frau (François zu Michèle: I've been shot...just a little.)
Zeitgleich zu Topas spielten Claude Jade und Michel Subor in der Familiensaga Mauregard von Claude de Givray. In der Folgezeit drehte Subor verstärkt Fernsehfilme, in denen er die Hauptrollen spielte. In Fred Zinnemanns Der Schakal ist er zu Beginn in einem Cameo als OAS-Terrorist im Auto zu sehen, eine Anspielung auf seine Rolle als „der kleine Soldat“.
Im Kino der 1970er Jahre hatte er größere Nebenrollen, so in Jean-Louis Bertuccellis Filmen Dr. med. Françoise Gailland und Un tueur, un flic, ainsi soit-il.... Bertucelli besetzte ihn auch 1984 für den Polizeikommissar in Stress. Michel Subors Karriere verlief solide, er spielte für Fernsehen und Kino. Im deutschen Fernsehen spielte er in Rainer Wolffhardts Der Mann im Salz (1989) den Zwanzigeisen und im Tatort neben Manfred Krug, Charles Brauer und Knut Hinz in der Folge Finale am Rothenbaum (1991). Subor drehte auch weiter in englischsprachigen Serien, so als Yuri neben Simon MacCorkindale in der Auf eigene Faust-Folge Trigger Finger (1992).
Sein großes Karriere-Comeback brachte ihm Claire Denis’ homoerotischer Soldatenfilm Der Fremdenlegionär, der an Herman Melvilles Billy Budd orientiert ist. Subor, der den Kommandanten spielt, um den es die beiden Rivalen (Grégoire Colin, Denis Lavant) gibt, heißt hier wie in Der kleine Soldat Bruno Forestier. Der Film ist eine postkolonialistische Referenz an die Nouvelle-Vague-Algerienkriegs-Filme und ein „männliches Musical“ (Claire Denis). Ging es hier noch um unterdrückte Homosexualität und Eifersucht unter Männern, so drehte Subor danach Andrzej Zulawskis Die Treue der Frauen. Hier spielte er den zudringlichen Medienmogul Rupert MacRoi, der die Heldin bedrängt. Es folgte Philippe Garrels Sauvage innocence ein weiterer Film von Claire Denis, der Subor ins Zentrum stellt: Der Feind in meinem Herzen (2004). Subor spielte in dem mystisch-artifiziellen Film einen Mann, der sich einer Herztransplantation stellen muss und eine Reise in die eigene Vergangenheit beginnt. Claire Denis besetzte ihn 2009 erneut in White Material – Land in Aufruhr und 2013 in Les Salauds – Dreckskerle. Nach dem Kurzfilm Vuguons (2017) spielte er in dem TV-Sechsteiler Aux animaux la guerre (2018).
Michel Subor starb am 10. Januar 2022 in einem Krankenhause in Toulouse an den Folgen eines Autounfalls.

## Filmografie (Auswahl)
- 1960: Der kleine Soldat (Le petit soldat)
- 1961: In Freiheit dressiert (La Bride sur le cou)
- 1961: Das Mädchen mit dem frommen Blick (Les Saintes-Nitouches)
- 1961: Ferien in der Hölle (Vacances en enfer)
- 1964: Meine Tage mit Pierre – meine Nächte mit Jacqueline (La Vie conjugale)
- 1964: Pique Dame (Pique dame)
- 1965: A nous deux, Paris!
- 1965: Was gibt’s Neues, Pussy? (What's New Pussycat?)
- 1966: Su nombre es Daphne
- 1968: Hallucinations sadiques
- 1969: Topas (Topaz)
- 1969: Mauregard
- 1973: Der Schakal (The Day of the Jackal)
- 1976: Dr. med. Françoise Gailland (Docteur Françoise Gailland)
- 1977: Der Ankläger (L'imprécateur)
- 1985: Zweifelhafte Karriere (Le 4ème pouvoir)
- 1989: Die Französische Revolution (La Révolution française)
- 1991: Tatort – Finale am Rothenbaum (Fernsehfilm)
- 1991: Nestor Burmas Abenteuer in Paris (Nestor Burma; Fernsehserie, eine Folge)
- 1992: Auf eigene Faust (Counterstrike; Fernsehserie, eine Folge)
- 1999: Der Fremdenlegionär (Beau Travail)
- 2000: Die Treue der Frauen (La Fidélité)
- 2004: Der Feind in meinem Herzen (L'intrus)
- 2013: Les Salauds – Dreckskerle (Les Salauds)
- 2017: Le redoutable (Stimme)